# Monte Grande (Sal)
O Monte Grande, com 405,3 m  de altitude, é o pico mais elevado da ilha do Sal, no arquipélago de Cabo Verde. 
Tem origem vulcânica e fica situado a 6 km a norte-nordeste de Espargos.